# Grand Prix de Wallonie 1990
Il Grand Prix de Wallonie 1990, trentunesima edizione della corsa, si svolse il 24 maggio 1990 su un percorso di 205 km, con partenza da Sombreffe e arrivo a Namur. Fu vinto dal francese Luc Leblanc della Castorama davanti ai belgi Michel Dernies e Johan Bruyneel.

## Ordine d'arrivo (Top 10)
| Pos. | Corridore             | Squadra             | Tempo    |
| ---- | --------------------- | ------------------- | -------- |
| 1    | Luc Leblanc           | Castorama           | 5h20'00" |
| 2    | Michel Dernies        | Weinmann-SMM Uster  |          |
| 3    | Johan Bruyneel        | Lotto-Superclub     |          |
| 4    | Laurent Jalabert      | Toshiba             |          |
| 5    | Dirk De Wolf          | PDM-Ultima-Concorde |          |
| 6    | Claude Criquielion    | Lotto-Superclub     |          |
| 7    | Jean-François Bernard | Toshiba             |          |
| 8    | Fabian Fuchs          | Buckler             |          |
| 9    | Joseph Parkin         | IOC-Tulip Computers |          |
| 10   | Daniel Beelen         | SEFB-Saxon-Gan      |          |